# Graeme Rutjes
Graeme Rutjes (n. Sídney, 26 de marzo de 1960) es un exfutbolista australiano nacionalizado neerlandés que jugaba en la demarcación de defensa.

## Selección nacional
Jugó un total de trece partidos con la selección de fútbol de los Países Bajos. Debutó el 22 de marzo de 1989 en un partido amistoso contra la Unión Soviética que finalizó con un resultado de 2-0 a favor del combinado neerlandés. Llegó a disputar un partido de la Copa Mundial de Fútbol de 1990 contra Egipto que acabó con un marcador de empate a uno. Su último partido lo disputó el 5 de junio de 1991 para la clasificación de la Eurocopa 1992 contra Finlandia.

### Participaciones en Copas del Mundo
| Mundial                        | Sede   | Resultado        | Partidos | Goles |
| ------------------------------ | ------ | ---------------- | -------- | ----- |
| Copa Mundial de Fútbol de 1990 | Italia | Octavos de final | 1        | 0     |

### Goles internacionales
| # | Fecha                 | Estadio                           | Oponente | Gol | Resultado | Competición                                          |
| - | --------------------- | --------------------------------- | -------- | --- | --------- | ---------------------------------------------------- |
| 1 | 11 de octubre de 1989 | Racecourse Ground, Wrexham, Gales | Gales    | 0-1 | 1–2       | Clasificación para la Copa Mundial de Fútbol de 1990 |

## Clubes
| Club           | País         | Año       | Partidos | Goles |
| -------------- | ------------ | --------- | -------- | ----- |
| SBV Excelsior  | Países Bajos | 1980-1985 | 149      | 19    |
| RKV Malinas    | Bélgica      | 1985-1990 | 153      | 10    |
| RSC Anderlecht | Bélgica      | 1990-1996 | 216      | 11    |